# Bromelia urbaniana
Espèce
Classification phylogénétique
Synonymes
- Deinacanthon urbanianum (Mez) Mez
- Deinacanthum urbanianum (Mez) Mez
- Rhodostachys urbaniana Mez

Bromelia urbaniana est une espèce de plantes de la famille des Bromeliaceae, originaire du Paraguay et d'Argentine.

## Distribution
L'espèce est présente du Paraguay au nord de l'Argentine.

## Description
L'espèce, hémicryptophyte, est peu différentiable à l'œil nu de Bromelia hieronymi et de Ananas sagenaria[réf. nécessaire].

## Bromelia urbanianaet l'Homme
Il est utilisé pour ses fibres qui sont tissées que pour ses jeunes feuilles et racines qui sont consommées.